# نهر النهروان
نهر النهروان كان نهر القاطول الذي حفره الرشيد وسماه نهر أبي الجند وشيد عليه قصراً، يلتقي بالنهروان ويحمل اسمه، ومن الجغرافيين الذين أشاروا إلى نهر القاطول وقال ان اسمه يصبح نهر النهروان المؤرخ الجغرافي ابو الفداء صاحب كتاب تقويم البلدان فذكر ان نهر القاطول يحمل ماؤه من دجلة عند قصر الخليفة جعفر المتوكل المعروف بالقصر الجعفري، فيسقي قرايا وبلدان الجانب الشرقي من دجلة، وعندما يجتاز قرية تسمى صولى يصبح اسمه النهروان، حتى يعود ويصب في دجلة قرب جرجرايا بفرسخين.
من أعظم أنهار الري في العراق، أيام الفرس، وبقي صالحاً بعدهم في أيام العرب، فوسعوا فروعه وكروا مجاريه. ويرى البروفسور فلنكشتاين، أن النهروان كان موجوداً في العهود البابلية الأولى. مستنداً في ذلك إلى قرائته لرقيم من الطين وجد في أطلال خفاجي الأثرية، من حكم الملك سمو ايلونا ابن حمورابي المشرع العظيم، جاء فيه: ان الملك امر بتنظيف بعض أجزاء ناران، أي النهروان.
اذن نهر النهروان قديم، حيث كان يتفرع من الجانب الأيسر لدجلة عند الدور شمال سامراء. ويستمر في جريانه بمحاذاة دجلة من جهته الشرقية، قاطعاً مسافة 300 كيلو متراً، حتى يلتقي بنهر دجلة جنوب بغداد عند الكوت. ويعتبر من أنهار بغداد القديمة حيث كان الجانب الشرقي لبغداد يسقى من النهروان ذلك النهر العظيم، حيث كان يشق وسط مدينة صغيرة عامرة عرفت بمدينة النهروان، التي على بعد أربعة فراسخ عن بغداد، ويفضي نهر النهروان إلى سواد بغداد فيما يسفل عن دار الخلافة إلى إسكاف، وغيرها من المدن والقرى. وكانت له ثلاثة مداخل، اثنان منهما يتفرعان من جنوب سامراء، والثالث من شماليها. ومن فروع نهر النهروان كان نهر الخالص القديم في الشمال، ونهر بين في الجنوب. ويرجع إنشاء القسم الجنوبي منه إلى عصر مملكة أشنونا. ولعل نهر النهروان أطول الجداول الصناعية المعروفة إلى الآن، حيث يصل عرضه في بعض أقسامه إلى 120 متراً، وعمقه يصل إلى عشرة أمتار.
قناة أو نهر النهروان هي نظام الري الرئيسي في العراق في العهد الساساني والعصور الإسلامية المبكرة. بنيت في القرن السادس ووصلت إلى قمة عطائها في العصر العباسي عندما كانت تمثل المصدر الرئيسي الذي يغذي العاصمة العباسية بغداد بالمياه، وتسقي مناطق زراعية واسعة تعتبر سلة غذاء المدينة. دمارها واهمالها من منتصف القرن العاشر عكس افول العصر العباسي.

## خلفية تاريخية

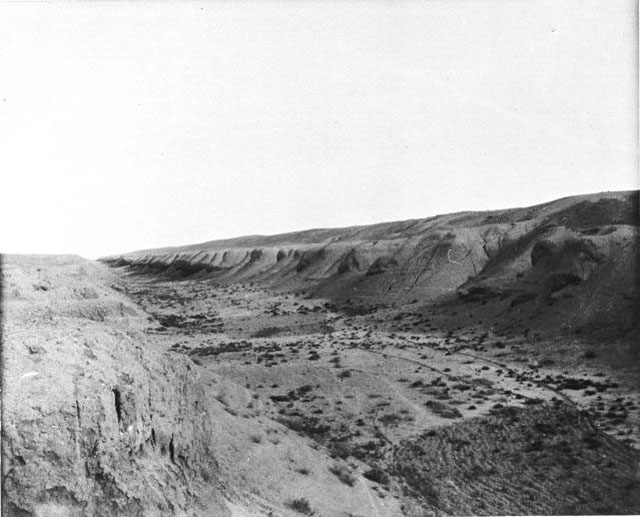
اثار لقناة النهروان عام 1909 قرب سامراء بعدسة كيرترود بيل

انجزت أعمال الري الأولى في القناة على طول نهر ديالى في العصر البارثي. في الحقيقة، ربما يكون الجزء المنخفض لقناة النهروان في الأصل هو المجرى المنخفض لنهر ديالى. بني نظام القناة واسع النطاق في العصور الوسطى المبكرة في عصر الحاكم الساساني كسرى الأول وهو أيضا مؤسس مقاطعة بازيجان خسرو المنفصلة اداريا.
في العصور الإسلامية المبكرة، كانت منطقة جسر النهروان الواقعة في منتصف القناة موقع لمعركة بين علي والخوارج في السابع عشر من تموز 658. في عصر الخلافة وخاصة العباسية، أعيد العمل بالقناة وتوسعتها إلى ان وصلت إلى اوجها في القرن التاسع وبداية القرن العاشر، وكان هناك ثلاث مناطق ضريبية فوق وتحت ووسط النهروان.
هدمت القناة في 937/8 خلال الثورة التي قامت ضد ابن الرائق، حاول ابن الرائق اعاقة امتداد الثورة من الشرق إلى بغداد بإغراق تلك المنطقة. نجح هذا التحرك فقط في تدمير الزراعة في تلك المنطقة التي تعتبر سلة غذاء العاصمة العباسية. ترك وسط ونهاية قناة النهروان واهمل بالكامل ل 14 عام، إلى ان اعيد تفعيلها في زمن معتز الدولة، وعلى الرغم من ذلك فأن شبكة القناة استمرت بالتدهور فيما بعد. اواخر عام 1140، حاول الحاكم السلجوقي بهراز إعادة تفعيل القناة لكن الباحث ياقوت الحموي ذكر ان الصراعات الداخلية بين السلاجقة ساعدت على اهمال القناة واستخدامها كطريق من قبل قواتهم التي ضاعفت دمارها. في زمن ياقوت الحموي، كانت القنوات مغطاة بالطمي بشكل كبير والريف الذي يحيط بها مهمل.

## الخلاصة
في العصور الإسلامية، القناة الرئيسية كانت تقسم إلى ثلاث أقسام كما وصفها الجغرافي ياقوت الحموي في كتابه معجم البلدان. المغذي الأول للقناة يجلب المياه من نهر دجلة في منطقة الدور قرب سامراء ويحملها إلى ديالى في بعقوبة. خلال مسيرتها ترتبط القناة بثلاث قنوات صغيرة من دجلة: اليهودي، والمأموني -سميت نسبة إلى الخليفة المأمون- وأبو الجند وهي الأكبر بين القنوات الثلاثة وبنيت في عهد هارون الرشيد.
على بعد 20 كم عن مجرى أبي الجند تقع مدينة صلوى (باب صلوى)، وبعدها بقليل تقع مدينة بعقوبة -عاصمة مقاطعة النهروان العليا- على بعد 50 كم شمال شرق بغداد. من هناك تبدأ القناة الرئيسية التي تسمى حاليا (التمارة) والتي تنحدر جنوبا باتجاه مناطق بيت الجسر وتنتهي أخيرا بجسر النهروان، الذي كان يسمى النهروان الكبير. يربط نهر الخالص القناة الرئيسية مع نهر دجلة ويجهز الضواحي الشرقية لبغداد بالمياه، بينما يربط الآخر جسر النهروان مع جنوب بغداد. جنوب جسر النهروان توجد قناة أخرى هي قناة ديالى -نسبة إلى نهر ديالى- والتي ترتبط بنهر دجلة 5 كم جنوب بغداد. تعد منطقة جسر النهروان منطقة مهمة وحيوية فهي تمثل الطريق الذي يربط بين بغداد وخراسان مرورا بالقناة. تبين المخطوطات المكتشفة ان المنطقة كانت ممتدة بكلا اتجاهي القناة، حيث كان يوجد في كل اتجاه مساجد وأسواق واستراحات للمسافرين والحجاج، لكن المنطقة اهملت في القرن الرابع عشر بعد تحول الطريق إلى خراسان شمالا عبر بعقوبة.
أسفل جسر النهروان يقع سد شهروان -منطقة ساسانية واسعة- تتبعها بلدات جسر بوران (سمي نسبة إلى بوران زوجة الخليفة المأمون) ومدينة اسكاف بني جنيد التي تقسمها القناة إلى مناطق علوية وسفلية.